# Abbazia di San Pietro il Vecchio
L'abbazia di San Pietro Vecchio (in spagnolo: Monasterio de San Pedro el Viejo) è un ex monastero benedettino nel centro storico della città di Huesca, in Aragona, Spagna. 

## Storia
L'odierna struttura in stile romanico è stata costruita dai Benedettini nel XII secolo. Il nome "San Pedro el Viejo", ossia "San Pietro il Vecchio", si riferisce al monastero visigotico, dato a loro prima dell'occupazione moresca.
Il sito, attualmente, è costituito in maggior parte dal chiostro e dalla chiesa. Dal 1886 è diventato monumento nazionale ed è uno dei complessi più importanti per l'architettura romanica d'Aragona.
L'ex sala capitolare è dal XIII secolo la cappella di San Benito, detto anche Pantheon Reale e contiene le tombe di due re d'Aragona: Alfonso I, il Battagliero, e suo fratello e successore Ramiro II, il Monaco.

## Architettura

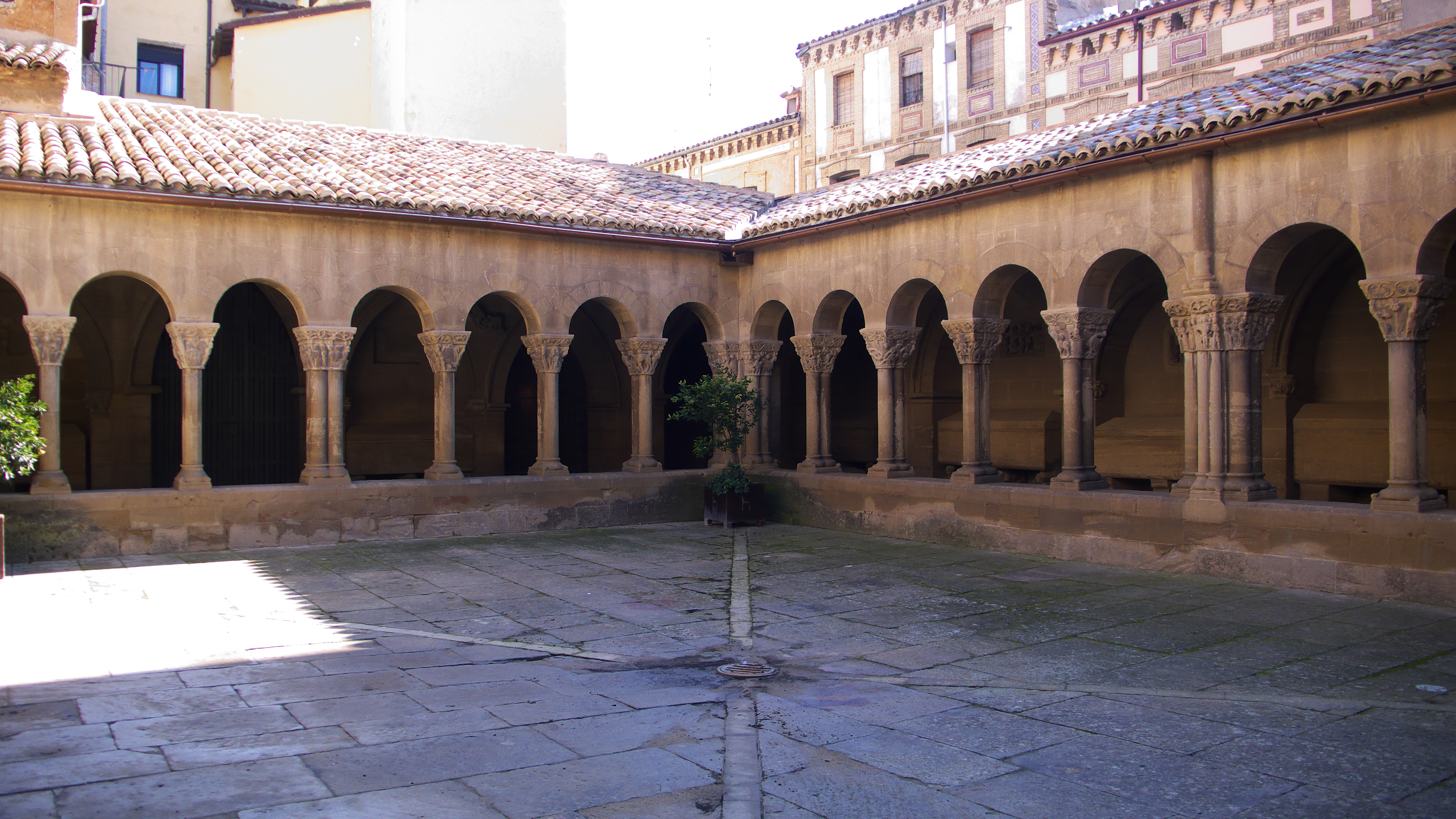
Chiostro di San Pietro il Vecchio, XIII secolo.

Il complesso si divide in due parti: la chiesa e il chiostro.
La chiesa è composta da tre navate con rispettive absidi. La pala d'altare è in legno policromo ed è stata realizzata da Juan de Ali, artista navarro, agli inizi del XVII secolo. Le cappelle che circondano la chiesa mostrano opere d'arte provenienti da diversi periodi storici:
- Pala d'altare della Vergine della Speranza, XVI secolo, in stile rinascimentale;
- Pala d'altare dei Santi Giusto e Pastore, XVII secolo, in stile barocco;
- Pala d'altare dell'Annunciazione, tra il XV e il XVI secolo, in stile gotico;
- Affreschi del XIII secolo;
- Banchi in legno del coro, XVII secolo.